# دتلف لوه
دتلف لوه (آلمانی: Detlef Lewe; ۲۰ ژوئن ۱۹۳۹ – ۱ اکتبر ۲۰۰۸) قایقران کانو اهل آلمان بود.
وی همچنین برندهٔ جوایزی همچون برگ بوی نقره‌ای شده‌است.